# Ivan Kovačić
Ivan Kovačić (ur. 25 kwietnia 1974 w Splicie) – chorwacki polityk, stomatolog i nauczyciel akademicki, parlamentarzysta, od 2016 do 2017 wicepremier oraz minister administracji publicznej.

## Życiorys
Z wykształceniu stomatolog, studia ukończył w 1998 na Uniwersytecie w Zagrzebiu. Na tej samej uczelni uzyskiwał magisterium (2001), specjalizację w zakresie protetyki stomatologicznej (2004) i doktorat ze stomatologii (2006). Podjął praktykę w zawodzie dentysty. W 2010 został kierownikiem nowo utworzonej katedry protetyki stomatologicznej na wydziale medycyny Uniwersytetu w Splicie.
Zaangażował się w działalność polityczną w ramach ugrupowania Most. W 2013 objął stanowisko burmistrza miejscowości Omiš. W 2015 uzyskał mandat posła do Zgromadzenia Chorwackiego. Z powodzeniem ubiegał się o reelekcję w przedterminowych wyborach w 2016. W październiku 2016 w nowo utworzonym rządzie Andreja Plenkovicia został wicepremierem oraz ministrem administracji publicznej. Odwołano go z tych stanowisk w kwietniu 2017.